# Ose Immunotherapeutics
Ose Immunotherapeutics est une entreprise française de biotechnologie dont le siège est à Nantes en France. Elle développe différents types d'immunothérapies. Elle est cotée à la bourse de Paris.

## Histoire
La société a été créée en 2012 par Dominique Costantini, sous le nom de OSE Pharma. Elle a été introduite en bourse en 2015. En mai 2016, elle a été fusionnée avec Effimune, une société de biotechnologie spécialisée en régulation immunitaire.
En 2020 et 2021, Ose Immunotherapeutics sort de l'ombre lorsqu'elle obtient plusieurs financements de Bpifrance, d'une part pour son programme de développement de CoVepiT, un vaccin multi-cibles contre le Covid-19, et d'autre part pour son projet concernant la rectocolite hémorragique.

## En développement

### Tedopicontre le cancer du poumon non à petites cellules et celui du pancréas
Ce traitement est une combinaison de 9 néoépitopes qui activent les lymphocytes T, ainsi qu'un épitope qui stimule lymphocyte T auxiliaire.
- Il est considéré comme médicament orphelin aux États-Unis, contre le cancer du poumon non à petites cellules. Il est autorisé en médecine personnalisée en Europe pour les patients HLA-A2 positifs. Une étude phase 3, étape 1, donne des résultats positifs[4].
- Il est en phase 2 de tests contre le cancer du pancréas, associé avec l'inhibiteur de point de contrôle nivolumab (Opdivo)[5].

### Anticorps monoclonal anti-SIRPa
La société développe un « inhibiteur de point de contrôle, l'OSE-172, visant à renforcer l'immunité antitumorale dans le traitement de tumeurs avancées ». En avril 2018, elle annonce avoir conclu un accord avec le groupe Boehringer Ingelheim qui finance en partie une étude de phase 1 de ce produit, en échange d'une exclusivité mondiale de la mise sur le marché de cet inhibiteur.

### Un vaccin contre la Covid-19
En août 2020, Ose Immunotherapeutics annonce des résultats pré-cliniques encourageants d'un vaccin potentiel contre la Covid-19, baptisé CoVepiT. Le principe de ce vaccin est non pas de produire des anticorps comme la plupart des projets concurrents, mais d'« éduquer les lymphocytes T mémoires ». En effet, après avoir analysé 46 000 séquençages du virus, la société a choisi 11 épitopes caractéristiques du virus, que son vaccin présente au système immunitaire. Cette approche a, selon la société, l'avantage de ne pas cibler spécifiquement la spicule du virus, et de ce fait elle porte l'espoir que le vaccin soit actif contre de nouveaux variants,.
Après la phase préclinique terminée en août 2020, des tests cliniques de phase I-II, donc sur un petit nombre de patients, débutent au 1er trimestre 2021. La société a établi un partenariat avec l’hôpital européen Georges-Pompidou et le Centre d’investigation clinique Cochin-Pasteur de l'université de Paris et de l'Inserm,.
Après avoir reçu 5 millions d'euros de la banque publique d'investissement Bpifrance pour développer son candidat-vaccin contre la Covid-19, Ose Immunotherapeutics annonce espérer commercialiser son vaccin en 2022.

### Un antagoniste aux récepteurs de l'interleukine 7
En mai 2020, Ose Immunotherapeutics annonce qu'il va démarrer la phase 2 d'une étude sur l'utilisation de OSE-127 contre une maladie auto-immune, le syndrome de Gougerot-Sjögren, avec un financement de Servier. OSE-127 serait également actif contre la colite ulcéreuse.